# Osteochilus jeruk
Osteochilus jeruk är en fiskart som beskrevs av Renny Hadiaty och Siebert, 1998. Osteochilus jeruk ingår i släktet Osteochilus och familjen karpfiskar. Inga underarter finns listade i Catalogue of Life.